# Vårt matematiska universum
Vårt matematiska universum: mitt sökande efter den yttersta verkligheten (engelsk originaltitel: Our Mathematical Universe: My Quest for the Ultimate Nature of Reality) är en bok av kosmologen och fysikern Max Tegmark från 2014. Boken är skriven i populärvetenskaplig form och sammanväver vad en New York Times recensent kallade "en spännande informativ undersökning av den senaste utvecklingen i astrofysik och kvantteorin" med Tegmarks matematiska universum hypotes, som hänvisar till att verkligheten har en matematisk struktur. Tegmark hävdar att denna matematiska universums natur har viktiga konsekvenser för hur forskare bör närma sig många frågor om fysik.